# 煉獄 (1960年のテレビドラマ)
『煉獄』（れんごく）は、安部公房作・脚本のテレビドラマ。芥川比呂志主演により、1960年（昭和35年）10月20日（木曜日）に九州朝日放送で放映された。昭和35年度芸術祭奨励賞受賞。モンテカルロの国際テレビ祭に出品。なお、冒頭シーンは、上野英信の『追われゆく坑夫たち』の中のエピソードからヒントを得たものである。
脚本テキストは、1960年（昭和35年）、雑誌「現代芸術」12月号に掲載。1965年（昭和40年）、ソノレコード株式会社の雑誌「テレビドラマ」5月号にも再掲載された。
のちに映画脚本『おとし穴』に展開され、1962年（昭和37年）7月1日に勅使河原宏監督により映画化された。

## あらすじ
ヤマを逃げた流れ者の二人の炭鉱夫A、Bは、百姓をだまして飯にありつきながら、一軒の労働下宿（宿泊をかねた私設職安）にたどり着いた。労働下宿の主人は、Aと一枚の写真と見比べ、Aが来るのを待ち受けていた。その写真はAとBが百姓の土地で炭が採れるふりをしていた時に、サラリーマン風の謎の男Xに撮られたものだった。Aは渡された略図を手に指定された場所へ向かった。駄菓子屋の女に道を聞き、陥没湖沼のそばを歩いていたAは、背後から近づいた男Xに突然ナイフで刺殺された。一部始終を目撃していた駄菓子屋の女は男Xに口止め料を渡され、虚偽の供述をするように威圧された。
死んだAの体から幽霊のAが分離した。駄菓子屋の女は交番に行き、Xの言った通りの虚偽の目撃談を話し、犯人は右耳の上にハゲがあると言った。憤慨しながら事件の現場検証を見ているAの幽霊に、同じ幽霊の身の見知らぬ男が声をかけた。真相を知りたがるAに見知らぬ男は、「知れば知るほどつらさが増すばかりだ」と言うが、Aは新聞記者とカメラマンの跡を追った。記者らはAが平山炭坑の第二組合の委員長・木内と瓜二つなのを知り、第二組合長が替え玉を使い、犯人を右耳の上にハゲがある第一組合副委員長・遠山に見せかけた犯行かと考えた。事の真偽を探るために、記者は駄菓子屋の女のところへ木内と遠山を引き合わせようと考え、二人の泥沼争議の独占記事を期待した。カメラマンは、真犯人は第一でも第二でもなく、会社という線もあるのではないかと言った。
自分が記者に疑われていると思い、駄菓子屋へ向かった木内が店の女の死体を発見した。女は男Xに殺されていたのだった。一方、遠山は記者より先回りし駄菓子屋に行き、店の中で狼狽している木内を覗き見た。木内は遠山に女殺しの犯人呼ばわりをされ、遠山の罠にはめられたと思った。二人はその場で取っ組み合いの喧嘩となり、沼に捨てられてあったナイフを掴んだ遠山は木内を刺し、木内は遠山の首を絞め、二人とも死んだ。二人の死体を男Xが写真に撮り、手帳に「組合2コ。人体4コ。処理完了」とメモした。それを見ていた幽霊のAと駄菓子屋の女は、「あんた、誰じゃ？！」、「なんで、うちを殺したんじゃ？！」と男Xに叫び、取り残されて立ちすくんだ。死んだ時のまま空腹のAは、「腹がへった……未来永劫じゃ…」とつぶやく。

## 登場人物
炭鉱夫A
きついヤマの仕事から逃げた流れ者の炭坑夫。殺されて幽霊になる。
炭鉱夫B
Aと一緒に、きついヤマの仕事から逃げた流れ者の炭坑夫。
百姓
中年の百姓。自分の土地の雑木山から炭が採れる可能性があると騙されて、AとBに握り飯を運ぶ。
男X
背広にネクタイの、一見いかにも実直そうなサラリーマン風。帽子も服も黒。望遠レンズつきカメラでAらを写す。スクーターに乗って移動。帽子をとると、頭は丸刈り。
労働下宿の主人
AとBが立寄った私設職安の主人。
おかみ
労働下宿の主人の妻。
若い衆
労働下宿にいた若者。荷役の仕事に呼ばれる。
駄菓子屋の女
見るからに貧しげな店の寡婦。Aが殺される場面を目撃。
巡査
交番の巡査。
見知らぬ男
落盤事故で死亡した男の幽霊。死亡時の首が曲がったままになっている。腹をすかしたまま死んだAに対し、死人はいつまでも死んだときのままだと教える。
記者
新聞社の記者。スクープを狙う。
カメラマン
記者に同行。
木内
平山炭坑の第二組合の委員長。Aとそっくりな顔。
組合員たち
事務所にいる平山炭坑の組合員や女事務員たち。第二組合は旧坑派で、新坑派の第一組合と対立している。
遠山
平山炭坑の第一組合の副委員長。右耳の上にハゲがある。

## スタッフ
- 作・脚本：安部公房
- 演出：梅津昭夫
- 音楽：林光
- 企画：斎藤芳郎

## キャスト
- 男A：芥川比呂志
- 第二組合の委員長：芥川比呂志
- 駄菓子屋の女：東恵美子
- 男X：内田成美
- ：金内喜久夫

ほか、KBC放送劇団

## 作品解説・評価
演出の梅津昭夫によると、「世紀の争議といわれる三井三池炭坑の争議のさ中に起った、暴力団介入による第一組合員の殺人事件にヒントを得て、舞台を筑豊地帯の或る中小坑にとって想を練った異色のミステリー・ドラマである」と解説されている。

## 初版刊行本
- 『現代文学の実験室1 安部公房集』（大光社、1970年6月5日）

## 映画化
- 『おとし穴』（勅使河原プロダクション、ATG）　1962年（昭和37年）7月1日封切。モノクロ97分。

作・脚本：安部公房。監督：勅使河原宏
出演：井川比佐志、田中邦衛、矢野宣、佐々木すみ江、佐藤慶、金内喜久夫、ほか
勅使河原プロダクション第1回作品。ATG第3回上映作品（初の邦画配給作品）。
昭和37年度のキネマ旬報ベストテンの第7位。